# Дадли, Роберт, граф Лестер
Ро́берт Да́дли, 1-й граф Ле́стер (англ. Robert Dudley, 1st Earl of Leicester; 24 июня 1532 — 4 сентября 1588) — английский государственный деятель эпохи правления королевы Елизаветы I Тюдор, фаворит королевы.

## Происхождение и ранние годы
Роберт Дадли родился приблизительно 24 июня 1532 года и был шестым сыном из тринадцати детей в семье Джона Дадли, герцога Нортумберленда, и его жены Джейн Гилфорд. По отцу Роберт принадлежал к семейству Дадли, чья родословная восходит к роду Роланда из Саттона, сына Харви, который унаследовал ленные владения и подати с Саттона, как потомок одного из бретонских завоевателей, последователей Алена Рыжего. В начале XIV века семейство Саттонов получило титул барона Дадли. Дед Роберта Эдмунд Дадли, будучи советником Генриха VII, был казнён вскоре после смерти короля. Через свою бабушку по отцу, Элизабет Грей, баронессу Лайл, Роберт был потомком героев Столетней войны Ричарда де Бошана, графа Уорика, и Джона Талбота, графа Шрусбери.
На момент рождения Роберта его отец был рыцарем; в 1537 году Джон Дадли стал вице-адмиралом, позднее лорд-адмиралом, а в 1542 году он получил титул виконта Лайла, когда-то принадлежавший его матери. В начале правления Эдуарда VI отец Роберта получил титул графа Уорика, в 1550 году он возглавил Тайный совет, а ещё через год Джон получил титул герцога Нортумберленда. Мать Роберта служила фрейлиной при королевах Анне Болейн и Анне Клевской. При дворе Болейн она заинтересовалась реформистской религией и с середины 1530-х годов семейство оказалось в евангелистских кругах; своих детей Дадли воспитывали в духе ренессансного гуманизма.
В августе 1549 года Роберт вместе с отцом и братом Амброузом участвовал в подавлении восстания крестьянской армии Роберта Кетта. По дороге в Норфолк Дадли остановились в доме Элизабет Скотт близ Уиндема. Здесь он познакомился с младшей дочерью Элизабет — семнадцатилетней Эми Робсарт. Отец Эми, Джон, был весьма влиятелен в Норфолке и богат; к тому же Джон был ярым протестантом. Брачный контракт был подписан в мае 1550 года; свадьба состоялась 4 июня того же года, на следующий день, после пышной церемонии бракосочетания старшего брата Роберта Джона и Энн Сеймур. Праздничные торжества по случаю свадьбы старшего брата Джона продолжались несколько дней; многие гости настолько устали накануне свадьбы Роберта, что предпочли остаться дома, поэтому празднование свадьбы Эми и Роберта в Шине было весьма скромным и прошло почти незамеченным, несмотря на присутствие короля.
Контраст, между браками Роберта и его брата, не мог быть незамеченным: Джон женился на дочери герцога Сомерсета, в то время как женой Роберта стала дочь обычного эсквайра, которая была существенно ниже по положению, чем сам Роберт. Брак Роберта с Эми проигрывал и в отношении других членов семьи жениха: старший брат Роберта Амброуз был женат на дочери генерального атторнея Уильяма Хорвуда, младший брат, Генри, был обручён с дочерью лорд-канцлера Томаса Одли, а их сестра Мэри позднее станет женой Генри Сидни, служившего в тайных палатах короля. Однако для Роберта это не имело никакого значения: он женился на Эми по любви; кроме того, этот брак позволил укрепить влияние отца Роберта в Норфолке. Финансовое положение молодожёнов было весьма незавидным, поскольку собственный доход Роберта не позволял ему содержать семью, а Эми, по брачному контракту, могла унаследовать владения отца только после смерти обоих родителей; всё это привело к тому, что супруги в начале своей совместной жизни зависели от подарков отцов, в частности, отца Роберта.

## Падение Дадли
Между тем, его отец, Джон Дадли, сделал головокружительную карьеру при дворе Эдуарда VI, полностью подчинив себе короля-подростка и заставив его изменить порядок наследования английского престола. Умирающий от туберкулёза, Эдуард назначил своей преемницей леди Джейн Грей, состоящую в браке с сыном Джона — Гилфордом Дадли. После низложения королевы Джейн все Дадли, включая Роберта, были объявлены государственными преступниками и помещены в Тауэр. Джон Дадли и его сын Гилфорд сложили свои головы на плахе; Роберту повезло гораздо больше.
В это же время по обвинению в государственной измене в Тауэре томилась и принцесса Елизавета: она подверглась гонениям со стороны своей единокровной сестры — королевы Марии I. Елизавета, совершая прогулки по внутреннему дворику тюрьмы, часто видела Роберта в окне башни Бошан. Существует версия, что именно общность судьбы, совместно пережитое заточение сблизило Дадли и будущую королеву Англии.

## Освобождение из Тауэра и жизнь при дворе
После восстания Уайетта, 12 февраля 1554 года, Гилфорд Дадли и Джейн Грей были обезглавлены на Тауэрском холме; Роберт и трое его братьев всё ещё находились в заключении. На стенах своей камеры братья вырезали свои имена и геральдические эмблемы. Во второй половине 1554 года мать Роберта и его зять Генри Сидни старались обрести связи в окружении супруга королевы Филиппа Испанского как в Англии, так и в Испании. В октябре их стараниями Роберт и двое его братьев — Джон и Генри — обрели свободу; они были перевезены в дом Сидни в Кенте. Вскоре после освобождения Джон Дадли скончался. Ещё один брат — Амброуз — был освобождён в декабре 1554 или январе 1555 года после ходатайства его супруги Элизабет. Вскоре после освобождения Роберт вместе с братом Амброузом принял участие в нескольких турнирах, которые устроил Филипп Испанский в ознаменование дружбы между Англией и Испанией
Имущество Дадли было конфисковано во время судов в 1553 году. В 1554 году королева Мария возвратила матери Роберта часть личного имущества и даровала ей право пользования домом её покойного супруга в Челси, где Джейн Дадли умерла 15 или 22 января 1555 года. Несмотря на то, что сам Роберт был лишён всех имущественных прав, Мария позволила ему принять наследство матери. При дворе же братьям Дадли были рады только тогда, когда там присутствовал супруг королевы; позднее в 1555 году Дадли было предписано покинуть Лондон, а в следующем году, после мятежа дальнего родственника Дадли Генри, французский посол Антуан де Ноай писал, что правительство пытается задержать «детей герцога Нортумберленда», которые, по всей видимости, находились в бегах. В начале 1557 года ситуация изменилась: в январе братья получили личный контингент для сражений за Филиппа Испанского, который теперь стал королём Испании. Амброуз, Роберт и Генри вместе с испанскими войсками участвовали в битве при Сен-Кантене в 1557 году, в которой был убит Генри. За свои заслуги перед короной Роберт и его единственный к тому моменту брат Амброуз были восстановлены в правах парламентским актом в 1558 году.
Последние два года царствования Марии I Дадли был одним из приближённых принцессы Елизаветы, которая скромно жила в своей резиденции — Хэтфилд-хаусе.

## Конюший королевы

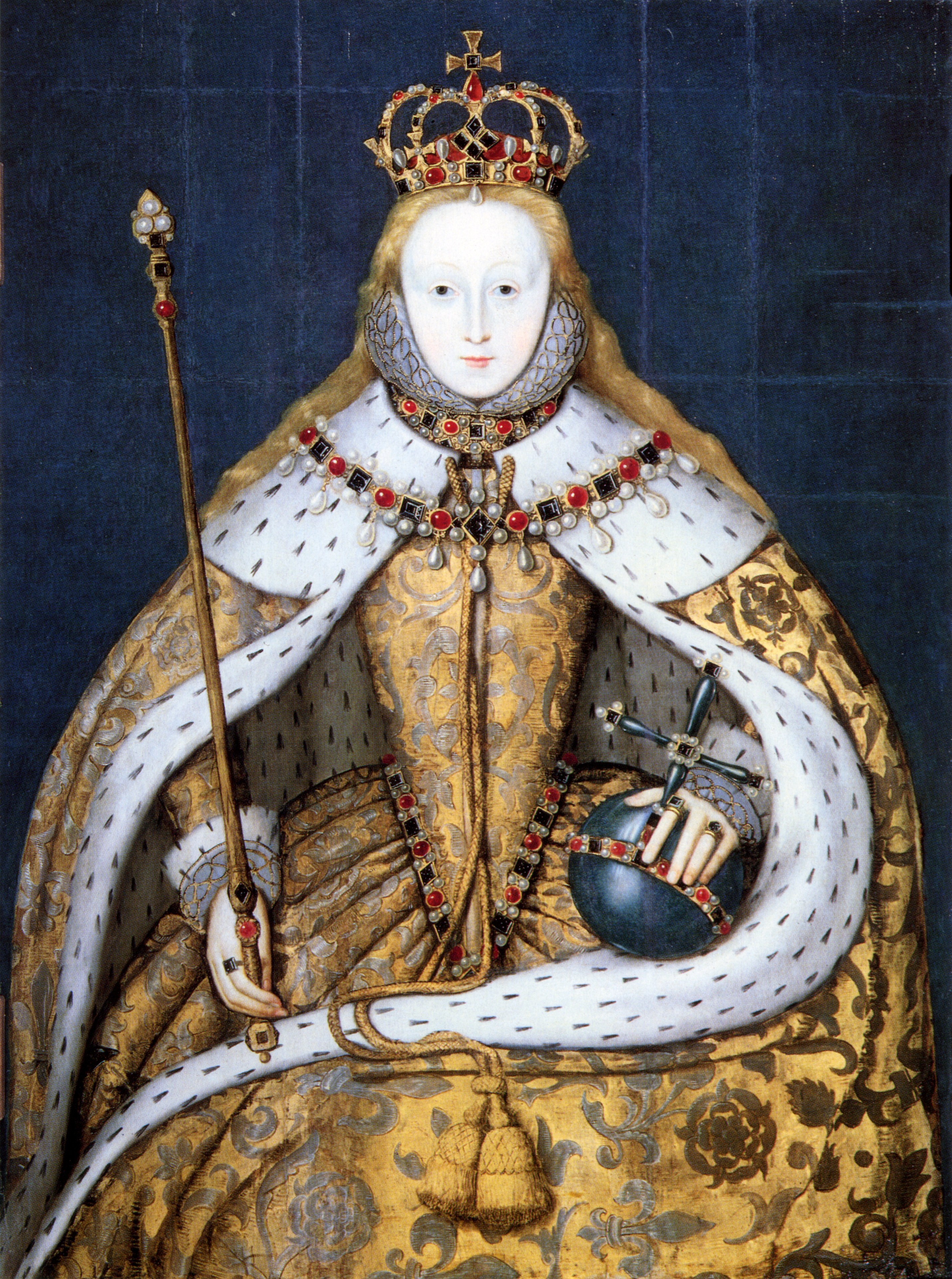
Коронационный портрет Елизаветы I

После вступления на престол Елизаветы I в 1558 году Роберт Дадли надеялся не просто сделать карьеру, но стать супругом молодой и влюблённой в него королевы. Однако Елизавета не спешила сочетаться браком ни с Робертом, ни с кем бы то ни было другим: королева не желала делить свою власть с мужчиной.
Однако она никогда не забывала тех, кто был с ней в годы опалы: Роберт Дадли получил место королевского конюшего, что давало ему право командовать кавалерией во время войны. Дадли был произведён в кавалеры Ордена Подвязки — самого престижного ордена страны. Затем королева сделала Роберта смотрителем своей резиденции в Виндзоре.
Елизавета с удовольствием проводила время в обществе Дадли, чем вызывала закономерные кривотолки в народе и при дворе. Кроме того, королевский конюший не спешил представлять ко двору свою законную супругу — Эми Робсарт, которая безвыездно жила в провинции.
Когда 8 сентября 1560 года Эми погибла при невыясненных обстоятельствах, королева окончательно отказала Дадли в его матримониальных притязаниях. Более того — она назначила тщательное расследование гибели жены своего фаворита. Расследование показало, что Эми Робсарт скончалась в результате несчастного случая, однако, в обществе ещё долго циркулировали слухи о насильственном убийстве «надоевшей жены» с целью женитьбы на королеве. Большинство историков ставят под сомнение эти слухи, ведь, в отличие от большинства браков того времени, союз Роберта Дадли и Эми Робсарт был заключен по любви, иначе сложно объяснить почему Дадли женился на девушке настолько ниже его по положению.
После этого трагического события Елизавета отдалила от себя Дадли: она даже отказалась даровать ему давно обещанный титул графа. «Нельзя доверять тому, у кого в роду два поколения изменников», — сказала королева, разорвав грамоту.
Однако в 1562 году Елизавета вновь доказала всему миру, что для неё нет ближе человека, чем Роберт Дадли. Осенью 1562 года королева заболела оспой. В XVI веке это заболевание часто приводило к летальному исходу, и члены Тайного Совета обратились к Елизавете с просьбой назвать преемника. К всеобщему удивлению, королева назвала Роберта Дадли в качестве лорда-протектора королевства. По статусу эту должность должен был занимать её кузен — Томас Говард, 4-й герцог Норфолк.
Тем не менее, Елизавета превозмогла болезнь, которая лишь слегка испортила ей кожу лица.
И только 6 сентября 1564 года Роберт Дадли наконец получил титул графа Лестера.

## Дадли и королева

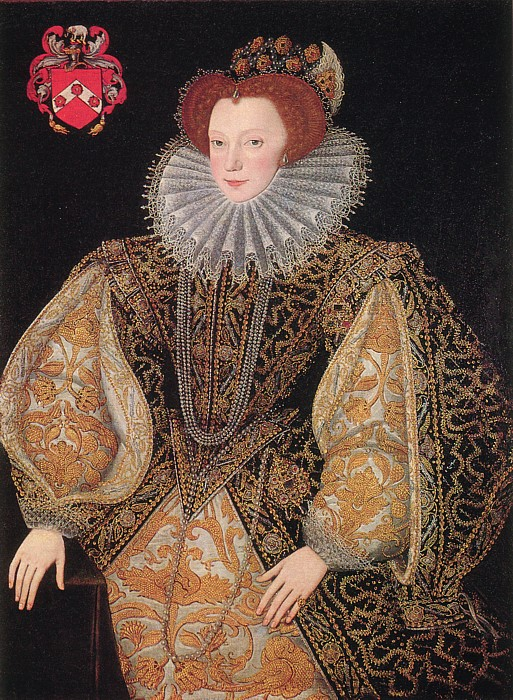
Портрет Летиции Ноллис, графини Лестер

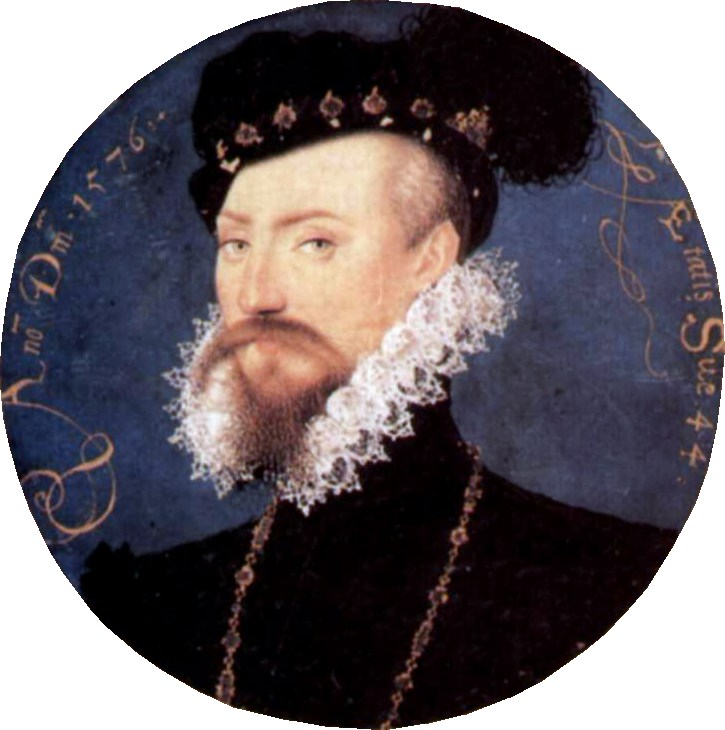
Портрет графа Лестера

Парламент Англии и Тайный совет всё чаще призывали Елизавету выйти замуж и произвести на свет наследника престола: сановники были согласны даже на её союз с Лестером-Дадли, которого презирали и считали parvenu (безродным выскочкой).
Но королева уже окончательно утвердилась в своём нежелании быть игрушкой в руках мужчины: она страстно любила Дадли, но не до такой степени, чтобы разделить с ним своё ложе и свою власть.
Несмотря на это, королева в течение долгих лет вела переговоры с высокородными принцами о своём возможном согласии на брак. Делалось это, по преимуществу, из политических соображений — пока ведутся брачные переговоры, та или иная страна не может выступить в антианглийском союзе. Но Роберт Дадли знал и другое — его королева чрезвычайно падка на лесть со стороны мужчин. Умная, волевая и храбрая, Елизавета желала быть ещё и признанной красавицей.
Кроме иностранных принцев, Елизавету славили и придворные льстецы. При английском дворе, можно сказать, возродился средневековый культ Прекрасной Дамы. Королева давала понять ревнивому Роберту что он — лишь один из многих. Однако их отношения были гораздо ближе и «интимнее» — королева могла прилюдно ударить Лестера и устроить ему настоящий семейный скандал, могла подать свой платок после танца или принять из его рук бокал.
Ещё в 1563 году Елизавета высказала мысль о том, что желает женить Роберта на королеве Марии Стюарт. Все понимали, что это очередная игра Елизаветы, хотя, именно в связи с «предстоящим сватовством» королева и даровала Дадли титул графа Лестера.
В качестве мести Лестер принялся ухаживать за фрейлиной Летицией Ноллис, которая была двоюродной племянницей королевы. В своё время Летиция была одной из тех, кто отправился за Елизаветой, когда её заключили в Тауэр. Более того, Летиция была внешне похожа на государыню, что сыграло основную роль в их отношениях. Лёгкий флирт перерос в длительный роман и завершился законным браком. Елизавета расценила этот поступок, как «предательство»: графиня Лестер была изгнана в провинцию, а Дадли получил очередную порцию оплеух. Впрочем впоследствии Елизавета всё же вернула своей бывшей фрейлине часть своей милости.

## Война и любовь
В 1585 году Англия вступила в войну, разгоревшуюся в связи с событиями в Нидерландах. Командовать английскими войсками было поручено Лестеру. Однако, одержав ряд побед, граф опрометчиво принял предложение голландцев стать генерал-губернатором Республики Соединённых провинций. Англии это грозило вовлечением в затяжной и губительный конфликт с Испанией. Лестер смягчил гнев своей госпожи испытанным способом — он симулировал болезнь.
Однако война с Испанией была спровоцирована, и не странным поступком Лестера, а, в большей степени, грабительскими рейдами Френсиса Дрейка.
Последним подвигом Лестера была оборона Тилбери: английские войска встали лагерем в излучине Темзы, чтобы преградить испанцам путь на Лондон.
Несмотря ни на что, Елизавета продолжала любить Роберта: это было нечто большее, чем любовь мужчины и женщины, хотя в этой многолетней страсти и отсутствовало сексуальное начало. Этот странный платонический роман продолжался до самой смерти Дадли 4 сентября 1588 года. Скончался граф Лестер от лихорадки. За четыре дня до смерти он написал Елизавете письмо, справляясь о её здоровье — «самом дорогом для него».
Уже после смерти Елизаветы в королевском ларце было обнаружено то предсмертное послание, на котором её рукой было выведено «Его последнее письмо».
Вдова Лестера пережила и королеву, и своего юного сына Роберта Деверё, графа Эссекса (впрочем как и всех других своих детей), и даже следующего короля — Якова I: она умерла в 1634 году в 91 год.

## В искусстве

### Образ графа Лестера в кинематографе
В 1998 году на экраны вышел красочный, яркий, однако лишённый исторической правды фильм «Елизавета» (режиссёр Шекхар Капур). Положительную оценку в фильме вызывают актёрские работы Кейт Бланшетт (Елизавета) и её партнёра: роль Дадли довольно убедительно сыграл Джозеф Файнс, прославившийся до этого в роли Шекспира.
В фильме 2005 года «Елизавета I» роли Дадли и Елизаветы исполнили именитые британские актёры Джереми Айронс и Хелен Миррен.
В 2005 году в Великобритании режиссёром Коуки Гидройк был снят исторический телесериал «Королева-девственница». «Красной нитью» повествования проходит полная драматизма любовь Роберта и Елизаветы. В роли Дадли снялся молодой, прекрасно зарекомендовавший себя в кинематографе, актёр Том Харди.
В 2015 году на экраны вышел третий сезон сериала «Царство», где показали двор Елизаветы Первой с ее фаворитом Робертом Дадли. Их роли исполнили Рейчел Скартсен (в роли Елизаветы) и Чарли Каррик (Роберт Дадли).
В сериале Starz «Становление Елизаветы» (2022) Роберта Дадли сыграл Джейми Блэкли.

### Роберт Лестер на балу Сатаны
Лорд Дадли появляется как эпизодический герой на балу Сатаны в романе Михаила Булгакова «Мастер и Маргарита».

По лестнице поднимался вверх бегом одинокий фрачник. 

— Граф Роберт, — шепнул Маргарите Коровьев, — по-прежнему интересен. Обратите внимание, как смешно, королева — обратный случай: этот был любовником королевы и отравил свою жену. 

— Мы рады, граф, — вскричал Бегемот.

Во второй редакции романа Коровьев называет графа полным титулом — Роберт Дадли, граф Лестер. Однако же, в последней, четвёртой, автор решил пожертвовать конкретикой, оставляя читателю самому догадываться, о ком идёт речь.
Его жена, Эми Робсарт, действительно умерла при несколько странных обстоятельствах. Современные исследователи склоняются скорее к мнению, что смерть явилась результатом несчастного случая — возможно, падения с лестницы, но ввиду связи между графом и королевой, немедля появились и упорно держались слухи, что Дадли избавился от жены, намереваясь жениться на Елизавете. Как один из вариантов убийства называлось отравление. Роберт Лестер появляется на балу один — его любовница, королева, к убийству отношения не имела.